# Bud Spencer Blues Explosion
I Bud Spencer Blues Explosion (abbreviato in BSBE) sono una band alternative rock-punk blues formatasi a Roma nel 2006.

## Storia del gruppo
I Bud Spencer Blues Explosion si formano a Roma sul finire del 2006 e sono un duo composto da Adriano Viterbini e Cesare Petulicchio. Il nome scelto per la band presenta due palesi riferimenti: il primo all'attore Bud Spencer, il secondo al gruppo punk blues Jon Spencer Blues Explosion. Appena due mesi dopo viene pubblicato il loro primo album autoprodotto, Happy. Nello stesso 2007 sono finalisti all'Heineken Jammin' Contest e si esibiscono all'Heineken Jammin' Festival di Mestre e all'Open'er Festival in Polonia.
Nel 2009 i BSBE pubblicano, prodotto da Massimiliano Lonta per l'etichetta Yorpikus Sound, l'album Bud Spencer Blues Explosion, contenente 12 tracce registrate in studio (tra cui la cover in italiano di Hey Boy Hey Girl dei Chemical Brothers), più le registrazioni delle due canzoni eseguite al Concerto del Primo Maggio 2009. I BSBE arrivano ad esibirsi sul palco del Primo Maggio grazie al concorso "Primo Maggio tutto l'anno", nel quale si aggiudicano il Premio S.I.A.E. "in virtù della grande energia sprigionata sul palco unita all'originalità e freschezza della proposta artistica".
Sempre nel 2009 i BSBE iniziano un tour negli Stati Uniti composto da sei date.
Nel 2010 suonano nuovamente al concerto del Primo Maggio. Inoltre si esibiscono anche a Italia Wave, al Mi Ami ed al Woodstock 5 Stelle organizzato a Cesena dal blog di Beppe Grillo e trasmesso dal canale televisivo nazionale Play.me, che proprio con questa diretta aprì la neonata emittente. In vista del loro nuovo album, registrano in studio a Milano la cover degli LCD Soundsystem Daft Punk is playing in my house, che vede la collaborazione alla voce del cantante e dj italiano Alessio Bertallot e del bassista Saturnino Celani, compositore e storico bassista di Jovanotti. Registrano anche il brano Io sono il Terribile, inserito nella compilation Romanzo criminale - Il CD.
Il 14 marzo 2011 un loro concerto al Circolo degli Artisti di Roma viene interamente registrato e alcune parti di esso vengono inserite nell'EP live Fuoco lento, pubblicato nel maggio seguente, prodotto da Massimiliano Ionta per l'etichetta Yorpikus Sound. L'EP contiene anche alcune cover, come Voodoo Child di Jimi Hendrix e Killing In The Name dei Rage Against the Machine. Nell'agosto dello stesso anno Adriano Viterbini vince il Premio KeepOn 100% Live nella categoria "Miglior musicista live".
Il 4 novembre 2011 esce il loro nuovo album, dal titolo Do It (acronimo di Dio odia i tristi), prodotto da Massimiliano Ionta per l'etichetta Yorpikus Sound, e il tour di supporto inizia l'11 novembre a Bologna. Il primo singolo estratto dall'album è Cerco il tuo soffio. Inoltre sul web mettono a disposizione anche Hamburger in Love e Sei più del minimo.
Nel febbraio 2012 i BSBE si esibiscono a Memphis, in occasione dell'IBC (International Blues Challenge). Nello stesso anno pubblicano il DVD live in studio DO IT YOURSELF - Nel Giorno Del Signore
Nell'agosto 2012 si esibiscono alla 20ª edizione dello Sziget Festival, in Ungheria. Inoltre collaborano con Marina Rei al brano Mani sporche, contenuto nell'album La conseguenza naturale dell'errore.
Sempre nel 2012 partecipano al brano Presto del cantautore Pacifico insieme a Frankie hi-nrg mc, inserito nell'album Una voce non basta.
Il gruppo ritorna nell'aprile 2014 con il singolo Duel, pubblicato assieme a un videoclip diretto da Alex Infascelli. La B-side del singolo è una cover del brano Altitude di Chris Whitley. Viene inoltre comunicato che il terzo album del gruppo è prodotto da Giacomo Fiorenza e sarà pubblicato dalla 42Records.
Il 3 giugno 2014 viene pubblicato l'album BSB3.
Nel luglio 2018 partecipano ad Accadia Blues, festival che si tiene ad Accadia in provincia di Foggia.
Il 27 ottobre 2023, a distanza di cinque anni dalla loro ultima fatica discografica, il duo romano pubblica per La Tempesta Dischi "Next Big Niente", il loro sesto album in studio, contenente 5 brani strumentali e 5 brani cantati.

## Progetti paralleli
Adriano Viterbini ha collaborato con artisti come Raf, Marina Rei, Otto Ohm e The Niro, Nick Cester.
Oltre a suonare nei BSBE, Viterbini suona la chitarra acustica e il bottleneck nei Black Friday, duo delta-blues che comprende anche Luca Sapio (Quintorigo) alla voce. I Black Friday hanno pubblicato l'album Hard Times nel 2011.
Il 22 marzo 2013 Viterbini pubblica un disco solista dal titolo Goldfoil (Bomba Dischi). Il disco è stato registrato e mixato a Roma ed è composto da 12 brani strumentali di matrice blues-minimale. In un brano collabora Alessandro Cortini dei Nine Inch Nails.
Nel 2014 suona nel "Nomad Tour" dell'artista africano Bombino, partecipando a concerti in Italia ed in Europa. Nello stesso anno partecipa alla registrazione del disco Il padrone della festa e al tour italiano del trio Fabi Silvestri Gazzè.
il 23 ottobre 2015 esce  secondo disco solista di Adriano Viterbini intitolato Film O Sound, album strumentale prodotto artisticamente da Marco Fasolo dei Jennifer Gentle. Il disco vanta la partecipazione di Bombino e Alberto Ferrari dei Verdena.
Cesare collabora con molti artisti della scena indipendente romana. Con Motta (Cantante) partecipa alla registrazione e produzione sia live che in studio dei dischi "La fine dei vent'anni" e "Vivere o Morire"
Inoltre nell'autunno 2010 i BSBE hanno dato vita a una collaborazione estemporanea intraprendendo un tour con Alessio Bertallot e Saturnino Celani, in occasione del quale l'acronimo BSBE sta per Bertallot Saturnino Blues Explosion.
Nel 2016 ha suonato con i Tre Allegri Ragazzi Morti in un tour che vedrà anche la collaborazione di Jovanotti e Honeybird & the Monas.

## Formazione
- Adriano Viterbini - chitarra, voce, basso, tastiere, sintetizzatore
- Cesare Petulicchio - batteria, percussioni, cori

## Discografia

### Album in studio
- 2007 - Happy (autoprodotto)
- 2009 - Bud Spencer Blues Explosion (Yorpikus Sound)
- 2011 - Do It (Yorpikus Sound)
- 2014 - BSB3 (42Records)
- 2018 - Vivi Muori Blues Ripeti (La Tempesta Dischi)
- 2023 - Next Big Niente (La Tempesta Dischi)

### EP
- 2011 - Fuoco Lento - Live registrato al Circolo degli Artisti, Roma (Yorpikus Sound)